# Athletic & Running Club de Bruxelles
Dernière mise à jour : 20 décembre 2011.
L'Athletic & Running Club de Bruxelles est un ancien club de football belge, localisé à Bruxelles, et aujourd'hui disparu. Créé en 1883 comme cercle d'athlétisme, la section football voit le jour en 1896, et participe à la deuxième édition du championnat de Belgique. Le club participe à 9 saisons du championnat, mais doit se retirer de la compétition en 1905 par manque de joueurs. Le club ferme définitivement sa section foot en 1909.

## Histoire
Le club est créé le 14 juin 1883 en tant que cercle d'athlétisme sous le nom de Société des courses pédestres de Bruxelles, et change son nom quelques mois plus tard en Running Club de Bruxelles. En novembre de l'année suivante, certains de ses membres s'en vont à la suite de désaccords internes et créent un autre club baptisé Athletic Club. En 1888, les deux entités étant en proie à des problèmes financiers, finissent par fusionner pour former l'Athletic & Running Club de Bruxelles. 
Le 1er septembre 1895, le club fait partie des membres fondateurs de l'Union Belge des Sociétés de Sports Athlétiques, qui deviendra plus tard l'URBSFA actuelle. À cette époque, il s'agit d'une fédération omnisports, regroupant en son sein le football, l'athlétisme, la boxe, et le cyclisme. Un an plus tard, le club ouvre une section « football », et s'inscrit au Championnat de Belgique, dont la deuxième édition débute quelques semaines plus tard.
Le club dispute neuf éditions du championnat national, avec comme meilleur résultat une troisième place en 1900. Au terme de la saison 1904-1905, que le club termine avec vingt défaites en autant de matches, la majorité des joueurs s'en vont rejoindre d'autres équipes de la capitale. Incapable de réunir assez de joueurs pour s'aligner en championnat la saison suivante, le club décide de se retirer, temporairement, de la compétition. Finalement, l'association ferme sa section football en 1909.

## Résultats dans les divisions nationales
Statistiques clôturées, club disparu

### Bilan
| Niv | Divisions     | Jouées | Titres | TM Up | TM Down |
| --- | ------------- | ------ | ------ | ----- | ------- |
| I   | 1re nationale | 9      | 0      |       |         |
| II  | 2e nationale  | 0      | 0      |       |         |
| III | 3e nationale  | 0      | 0      |       |         |
| IV  | 4e nationale  | 0      | 0      |       |         |
| V   | 5e nationale  | 0      | 0      |       |         |
|     |               |        |        |       |         |
|     | TOTAUX        | 9      | 0      | 0     | 0       |

- TM Up : test-match pour départager des égalités, ou toutes formes de Barrages ou de Tour final pour une montée éventuelle.
- TM Down : test-match pour départager des égalités, ou toutes formes de Barrages ou de Tour final pour le maintien.

### Classements saison par saison
| Ordre | Saison  | Nom du club                  | Niveau                       | Classement final             | Remarques                    |
| ----- | ------- | ---------------------------- | ---------------------------- | ---------------------------- | ---------------------------- |
| 1     | 1896-97 | A & RC Bruxelles             | Coupe de Championnat         | 5e/6                         |                              |
| 2     | 1897-98 | A & RC Bruxelles             | Coupe de Championnat         | 4e/5                         |                              |
| 3     | 1898-99 | A & RC Bruxelles             | Division 1 série Est         | 4e/5                         |                              |
| 4     | 1899-00 | A & RC Bruxelles             | Division 1 série Est         | 3e/6                         |                              |
| 5     | 1900-01 | A & RC Bruxelles             | Division d'Honneur           | 4e/9                         |                              |
| 6     | 1901-02 | A & RC Bruxelles             | Division d'Honneur série Sud | 4e/5                         |                              |
| 7     | 1902-03 | A & RC Bruxelles             | Division d'Honneur série Sud | 3e/5                         |                              |
| 8     | 1903-04 | A & RC Bruxelles             | Division d'Honneur série A   | 6e/7                         |                              |
| 9     | 1904-05 | A & RC Bruxelles             | Division d'Honneur           | 11e/11                       |                              |
| X     | 1905    | Retrait du championnat       | Retrait du championnat       | Retrait du championnat       | Retrait du championnat       |
| X     | 1909    | Arrêt de la section football | Arrêt de la section football | Arrêt de la section football | Arrêt de la section football |

## Anciens joueurs connus
- Charles Atkinson Grimshaw, quatre fois champion de Belgique et une fois meilleur buteur du championnat avec le Racing Club de Bruxelles, joue deux ans pour l'A&RC auparavant.